# Louise Herreshoff
Louise Chamberlain Herreshoff (aussi appelée Louise Eaton), née le 29 novembre 1876 à Brooklyn et morte le 14 mai 1967, est une peintre et collectionneuse de porcelaine américaine. Elle passe la majeure partie de sa vie à New York ou à Rhode Island, bien qu'elle ait suivi une formation artistique prolongée en France à l'Académie Julian. Avec son second mari, elle constitue un « petit musée » de la porcelaine dans deux maisons de Providence. Elle cesse de peindre lorsque sa tante, Elizabeth Dyer ( maiden ; 1841-1927), qui avait été pour elle une mère adoptive, meurt. Son style de peinture est décrit comme impressionniste et fauviste.

## Biographie

### Début de la vie
Louise Herreshoff naît en 1876 à Brooklyn, du mariage de John Brown Francis Herreshoff (1850-1932) et de Grace Eugenia Dyer ( maiden ; 1851-1880). Ses ancêtres et parents du côté Herreshoff de la famille étaient - et sont toujours - des architectes navals et des chimistes industriels réputés de Bristol, Rhode Island. Quand elle a 4 ans, 1 semaine, et 5 jours, sa mère meurt. Elle est ensuite recueillie par ses tantes à Providence. Son père se remarie le 25 octobre 1882 à Philadelphie avec Emaline Duval ("Mildred") Lee ( maiden ; 1863-1930). À l'âge de six ans, elle commence à suivre des cours d'art dans l'atelier de Mary C. Wheeler, tout en fréquentant la Lincoln School. Elle est diplômée de Lincoln en 1890. L'un de ses neveux, Guido Borgianni (1914-2011) - fils de sa demi-sœur, Sarah Lothrop Herreshoff (maiden ; 1889-1958) - est un peintre.
Mary C. Wheeler est connue pour emmener ses étudiants en Europe pour des études d'été, et lors d'une de ces visites en 1895, Louise Herreshoff rencontre Raphaël Collin à Fontenay-aux-Roses. Il deviendra son professeur pendant les deux étés suivants. En 1898, elle s'installe définitivement à Paris pour étudier avec Raphaël Collin. Pendant son séjour, elle fait des visites de croquis et de peinture ailleurs sur le continent. En 1899, elle s'inscrit à l'Académie Julian pour y suivre un enseignement artistique classique. Là elle reçoit l'enseignement de Jean-Paul Laurens, dont l'utilisation impressionniste de la couleur influence fortement son propre style, et de Benjamin Constant.

### Carrière artistique
Louise Herreshoff expose au Salon de Paris en 1897, et son tableau de 1899 Le Repos est accepté au Salon de 1900. La même année, An Interior est présenté à la National Academy of Design. Au début, le style de peinture de Louise Herreshoff est académique et traditionnel, mais sous l'influence du fauvisme, elle se dirige lentement vers l'utilisation de couleurs vives et éclatantes dans ses tableaux. Ses premières œuvres sont  comparées au style de John Singer Sargent et de William Merritt Chase. Au cours de ses études, elle retourne souvent aux États-Unis et passe l'été à Sugar Hill dans le New Hampshire, ou Cape Ann dans le Massachusetts, un endroit qui apparait souvent dans ses paysages.
En 1903, Louise Herreshoff retourne aux États-Unis, pour vivre à Brooklyn, bien qu'elle ait également exposé des peintures à la Rhode Island School of Design cette année-là. Elle prévoit d'épouser James Herreshoff, son cousin, mais sa famille l'en dissuade. Elle conserve un atelier à Brooklyn et jusqu'en 1910, elle partage son temps entre Providence et New York, passant l'été sur la côte de la Nouvelle-Angleterre. C'est probablement à cette période de sa vie qu'elle commence à travailler à l'aquarelle, en plus de la peinture à l'huile.
En décembre 1910, Louise Herreshoff épouse à Providence son cousin éloigné, Charles Eaton, un employé de General Electric, puis s'installe avec lui à Schenectady, New York. Après seulement trois mois, ils se séparent (ils ne divorceront cependant qu'en 1920). Elle retourne à Providence pour vivre avec sa tante, Elizabeth Dyer, qu'elle considère comme une mère de substitution. Entre 1921 et 1925, elle continue d'exposer et présente des œuvres à la Pennsylvania Academy of Fine Arts, au Philadelphia Watercolour Club, à la North Shore Art Association à Gloucester, Massachusetts, à la Gallery on the Moors et au Providence Art Club. En octobre 1926, l'American Magazine of Art choisit le portrait de sa tante My Aunt Elizabeth, réalisé par Louise Herreshoff.

### Collectionneuse en céramique
La tante de Louise Herreshoff meurt en 1927. C'est apparemment cet événement qui la pousse à cesser de peindre : elle démissionne du Providence Art Club en décembre 1928. Elle range ses peintures dans le grenier de sa maison de Providence et passe les quarante années suivantes à collectionner la porcelaine. (Certaines des dernières peintures réalisées par Louise Herreshoff sont une série de portraits de sa tante. L'une d'elles exposée en 1926 est décrite comme « un morceau de peinture énergique, au caractère fin. ») Par la suite, elle commence à collectionner sérieusement, après avoir hérité de son père en 1932. À soixante-six ans, en 1941, elle épouse Euchlin D. Reeves, âgé de trente-huit ans et diplômé de la Washington and Lee University School of Law qu'elle a rencontré dans un club de collectionneurs de céramique. Cette union, dont au moins un auteur a suggéré qu'elle est fondée sur un amour commun de la collection plutôt que sur un attachement romantique, est décrite comme « une union fragile », bien qu'ils soient restés mariés pendant plus de vingt-cinq ans.
L'amour partagé du couple pour les acquisitions est si grand qu'ils finissent par remplir une maison entière de meubles et de porcelaine, et en achètent une autre à côté, la Bannister House, dans laquelle la collection pourrait s'agrandir. Cette maison aussi fini par être remplie. Comme le trésorier de Washington et Lee, James Whitehead, l'a décrit : « La collection très personnelle qui a commencé comme une exposition ordonnée d'antiquités pour le plaisir [des Reeves] et pour être vue par des amis et d'autres collectionneurs est lentement devenue ingérable ». La raison pour laquelle la collection s'est tant développée est que « s'ils voyaient un article dans un grand lot, ils achetaient l'assortiment complet. Ce faisant, ils gardaient toutes les pièces sans importance - assiettes, tasses et soucoupes bon marché données en prime dans les cinémas locaux le samedi soir et vaisselle donnée à l'achat d'essence s'ajoutaient à leur accumulation éclectique ».
Tous deux sont restés mariés jusqu'à la mort d'Euchlin en janvier 1967. La  mort de Louise Herreshoff arrive plus tard la même année. Elle et Euchlin D. Reeves sont inhumés au cimetière Mount Auburn dans le Massachusetts,.

## Style artistique
Les premières peintures à l'huile de Louise Herreshoff reflètent sa formation académique, bien qu'elle ait adopté un style plus impressionniste au fil du temps. Dans les années 1910, elle se met à l'aquarelle et commence à peindre des paysages tonalistes, souvent des villes de bord de mer ou des paysages arides.
À partir des années 1920, ses œuvres présentent les couleurs vibrantes et non naturelles associées au fauvisme. Son utilisation accrue de la couleur contrastait avec les œuvres délicates ou réalistes qu'elle avait peintes auparavant.

## Héritage
Louise Herreshoff a légué sa collection, qui compte maintenant plus de 2 000 pièces de porcelaine d'exportation chinoise ainsi que des pièces britanniques et européennes continentales, à l'Université Washington et Lee. Depuis, la collection Reeves s'est élargie pour englober des pièces d'Asie, d'Europe et d'Amérique et compte aujourd'hui plus de quatre mille objets.
Les déménageurs qui sont venus prendre la porcelaine ont été surpris par les peintures, et ne les ont gardées que pour en faire des cadres. Après que les œuvres d'art de Louise Herreshoff ont été apportées à l'université, le trésorier James W. Whitehead et la professeure d'art Marion Junkin ont nettoyé les vitres des tableaux et ont été surpris par le talent dont ils faisaient preuve. Ils ont contacté l'historien de l'art William H. Gerdts, qui a confirmé la valeur des œuvres.
En conséquence, Whitehead a organisé une exposition des peintures de Louise Herreshoff coparrainée par l'université et la Corcoran Gallery of Art en 1976. Une de ses pièces, Poppies of c. 1920, a été incluse dans l'exposition inaugurale du National Museum of Women in the Arts, American Women Artists 1830–1930, en 1987. L'histoire de Louise Herreshoff et d'Euchlin D. Reeves est le sujet du livre A Fragile Union: The Story of Louise Herreshoff de James W. Whitehead, le conservateur qui a contribué à apporter leur collection d'art à Washington et Lee. La préface a été écrite par Tom Wolfe, qui a également parlé de ses peintures. Une exposition numérique de 2020 a été organisée par la Washington and Lee's Staniar Gallery, To See Color First, pour présenter les œuvres de Louise Herreshoff.